# 2019-es áprilisi spanyolországi általános választás
A 2019-es spanyolországi általános választást 2019. április 28-án tartották. A választás előrehozott volt, amit Pedro Sánchez kormányfő kezdeményezett 2019. február 13-án miután, a 2019.évi költségvetést a Képviselőház elutasította. A költségvetést ugyanis sem a szocialisták, sem a Ciudadanos párt nem támogatta.

## Választási rendszer
A spanyol törvényhozás a Cortes Generales tökéletlen kétkamarás parlamenti rendszer szerint működik. Az alsóháznak megfelelő Képviselőháznak nagyobb hatalma van a Szenátusnál, joga van a mindenkori miniszterelnöknek bizalmat szavazni illetve megfosztani őt ettől. Emellett a Képviselőháznak joga van a Szenátus vétóját felülbírálni.
A képviselőket minden 18 éven felüli spanyol állampolgár  választhatja meg, általános választójog értelmében.
A Képviselőház esetében 350 mandátumot osztottak ki, ebből 100 mandátumot a többségi szavazás értelmében az 50 spanyol többmandátumos választókerületi szavazásokon osztanak ki. Az egy-egy választókerületben megválasztható képviselők száma a választókerület alá tartozó lakosság számarányától függ. A többi 248 mandátumot az arányos képviselet értelmében a zárt országos pártlistás szavazással osztották ki illetve a töredékszavazatokat azoknak a pártoknak osztották akik a 3%-os bejutási küszöböt átlépték.
A Szenátusban 208 mandátumot osztanak ki. A szenátorokat nyílt listás preferencia szavazás során lehet megválasztani. Spanyol Alkotmány szerint az Ibériai-félszigeten található spanyol tartományok egyenként 4 szenátort, Gran Canaria, Mallorca és Tenerife egyenként 3-at, Ceuta és Melilla két-két szenátort, illetve a kisebb szigetek mint Fuerteventura, La Gomera, El Hierro,Ibiza-Formentera, Lanzarote, Menorca és La Palma szigetek egy-egy szenátort delegálhatnak a Szenátusba. A többi szenátor az autonóm közösségek delegáltjai közül került ki.

## Szlogenek
- Néppárt: Valor seguro. (Biztos érték) [1]
- Spanyol Szocialista Munkáspárt: La España que quieres y Haz que pase. (A Spanyolország amit szeretsz és hagyd hogy megtörténjen!)  [2]
- Unidas Podemos: La historia la escribes tú. (A történelem amit te írsz!)  [3]
- Polgárok: ¡Vamos! Ciudadanos. (Előre Polgárok!)  [4]
- En Comú Podem: Guanyem per avançar. (Győzzünk a haladásért!)
- Katalán Republikánus Baloldal-Szuverenisták : Va de llibertat. (Irány a szabadság!) [5]
- Baszk Nacionalista Párt: Nos mueve Euskadi. Zurea, gurea. (A mi a tiéd, az a miénk is!)  [6]
- Együtt Katalóniáért: Tu ets la nostra veu. Tu ets la nostra força. (Te vagy a mi hangunk! Te vagy a mi erőnk!)
- Komprommiszum Koalíciója: Imparables. (Megállíthatatlanok) [7]
- Baszkföldi Egységpárt: Erabaki. (Döntés)
- VOX: Por España. (Spanyolországért!) [8]

## Eredmények

### Képviselőház
|                                                                |                                                                                           |                  |              |            |                    |                    |
| Pártok és koalíciók                                            | Pártok és koalíciók                                                                       | Szavazatok       | Szavazatok   | Szavazatok | Elnyert mandátumok | Elnyert mandátumok |
| Pártok és koalíciók                                            | Pártok és koalíciók                                                                       | Szavazatok száma | Szavazatok % | ±pp        | Összesen           | +/−                |
|                                                                | Spanyol Szocialista Munkáspárt (PSOE)                                                     | 7,480,755        | 28.68        | +6.05      | 123                | +38                |
|                                                                | Néppárt (PP)1                                                                             | 4,356,023        | 16.70        | –15.87     | 66                 | –69                |
|                                                                | Polgárok – A Polgárság Pártja (Cs)1                                                       | 4,136,600        | 15.86        | +2.88      | 57                 | +25                |
|                                                                | Unidos Podemos                                                                            | 3,732,929        | 14.31        | –6.84      | 42                 | –29                |
| (Podemos–Egyesült Baloldal–eQuo)2                              | 3,118,191                                                                                 | 11.95            | –5.65        | 35         | –24                |                    |
| En Comú Podem (ECP)                                            | 614,738                                                                                   | 2.36             | –1.19        | 7          | –5                 |                    |
|                                                                | Vox (Vox)3                                                                                | 2,677,173        | 10.26        | +10.06     | 24                 | +24                |
|                                                                | Katalán Republikánus Baloldal-Szuverénisták (ERC–Sobiranistes)                            | 1,019,558        | 3.91         | +1.28      | 15                 | +6                 |
| Katalán Republikánus Baloldal-Szuverénisták (ERC–Sobiranistes) | 1,015,355                                                                                 | 3.89             | +1.26        | 15         | +6                 |                    |
| Valenciai Republikánus Baloldal (ERPV)                         | 4,203                                                                                     | 0.02             | Új           | 0          | ±0                 |                    |
|                                                                | Együtt Katalóniáért (JxCat–Junts)4                                                        | 497,638          | 1.91         | –0.10      | 7                  | –1                 |
|                                                                | Baszk Nacionalista Párt (EAJ/PNV)                                                         | 394,627          | 1.51         | +0.32      | 6                  | +1                 |
|                                                                | Állatvédelmi Párt (PACMA)                                                                 | 326,045          | 1.25         | +0.06      | 0                  | ±0                 |
|                                                                | Baszkföldi Egységpárt (EH Bildu)                                                          | 258,840          | 0.99         | +0.22      | 4                  | +2                 |
|                                                                | Kompromisszum Koalíció: Bloc–Valenciai Népi Kezdeményezés–Zöld Visszhang (Compromís 2019) | 172,751          | 0.66         | Új         | 1                  | +1                 |
|                                                                | Kanári-szigeteki Koalíció–Kanári Nacionalista Párt                                        | 137,196          | 0.53         | +0.20      | 2                  | +1                 |
|                                                                | Katalán Republikánus Front (Front Republicà)                                              | 113,008          | 0.43         | Új         | 0                  | ±0                 |
|                                                                | Egész Navarra (NA+)5                                                                      | 107,124          | 0.41         | –0.12      | 2                  | ±0                 |
|                                                                | Galíciai Nacionalista Blokk (BNG)                                                         | 93,810           | 0.36         | +0.17      | 0                  | ±0                 |
|                                                                | Egyebek                                                                                   | 46               | 0.00         | Új         | 0                  | ±0                 |
| Üresen hagyott lapok                                           | Üresen hagyott lapok                                                                      | 199,511          | 0.76         | +0.02      |                    |                    |
|                                                                |                                                                                           |                  |              |            |                    |                    |
| Összesen                                                       | Összesen                                                                                  | 26,085,641       |              |            | 350                | ±0                 |
|                                                                |                                                                                           |                  |              |            |                    |                    |
| Érvényes szavazatok                                            | Érvényes szavazatok                                                                       | 26,085,641       | 98.96        | –0.11      |                    |                    |
| Érvénytelen szavazatok                                         | Érvénytelen szavazatok                                                                    | 275,410          | 1.04         | +0.11      |                    |                    |
| Szavazatok száma / Részvételi arány (%)                        | Szavazatok száma / Részvételi arány (%)                                                   | 26,361,051       | 75.75        | +9.27      |                    |                    |
| Távolmaradók száma                                             |                                                                                           |                  |              |            |                    |                    |
| Választásra jogosultak száma                                   | Választásra jogosultak száma                                                              | 36,893,976       |              |            |                    |                    |
|                                                                |                                                                                           |                  |              |            |                    |                    |
| Források                                                       |                                                                                           |                  |              |            |                    |                    |
|                                                                |                                                                                           |                  |              |            |                    |                    |

### Szenátus
|                                                      |                                                               |                                      |                                      |                                    |          |
| Pártok és koalíciók                                  | Pártok és koalíciók                                           | Közvetlenül megválasztott szenátorok | Közvetlenül megválasztott szenátorok | Regionális parlamentek delegáltjai | Összesen |
| Pártok és koalíciók                                  | Pártok és koalíciók                                           | Elnyert mandátumok                   | Változás (+/−)                       | Regionális parlamentek delegáltjai | Összesen |
|                                                      | Spanyol Szocialista Munkáspárt (PSOE)                         | 121                                  | +79                                  | 18                                 | 139      |
| Spanyol Szocialista Munkáspárt (PSOE)                | 118                                                           | +76                                  | 17                                   | 135                                |          |
| Katalónia Szocialista Pártja (PSC)                   | 3                                                             | +3                                   | 1                                    | 4                                  |          |
|                                                      | Néppárt (PP)                                                  | 56                                   | –71                                  | 19                                 | 75       |
| Néppárt (PP)                                         | 56                                                            | –70                                  | 19                                   | 75                                 |          |
| Asztúriai Fórum (FAC)                                | 0                                                             | –1                                   | 0                                    | 0                                  |          |
|                                                      | Unidas Podemos (Unidas Podemos)                               | 0                                    | –11                                  | 6                                  | 6        |
| Unidas Podemos (Podemos–IU–eQuo)                     | 0                                                             | –8                                   | 5                                    | 5                                  |          |
| En Comú Podem (ECP)                                  | 0                                                             | –3                                   | 1                                    | 1                                  |          |
|                                                      | Katalán Republikánus Baloldal–Szuverénisták(ERC–Sobiranistes) | 11                                   | +1                                   | 1                                  | 12       |
|                                                      | Polgárok – A Polgárság Pártja (Cs)                            | 4                                    | +4                                   | 6                                  | 10       |
|                                                      | Együtt Katalóniáért (JxCat–Junts)1                            | 2                                    | ±0                                   | 2                                  | 4        |
|                                                      | Kompromisszum Koalíció (Compromís)                            | 0                                    | ±0                                   | 1                                  | 1        |
|                                                      | Baszk Nacionalista Párt (EAJ/PNV)                             | 9                                    | +4                                   | 1                                  | 10       |
|                                                      | Egész Navarra (NA+)                                           | 3                                    | +2                                   | 0                                  | 3        |
|                                                      | Baszkföldi Egységpárt (EH Bildu)                              | 1                                    | +1                                   | 1                                  | 2        |
| Alkotás Párt (Sortu)                                 | 1                                                             | +1                                   | 1                                    | 2                                  |          |
| Baszk Szolidaritás (EA)                              | 0                                                             | ±0                                   | 0                                    | 0                                  |          |
|                                                      | Gomera Szocialista Csoport (ASG)                              | 1                                    | ±0                                   | 0                                  | 1        |
|                                                      | Vox (Vox)                                                     | 0                                    | ±0                                   | 1                                  | 1        |
|                                                      | Kanári-szigeteki Koalíció–Kanári Nacionalista Párt            | 0                                    | –1                                   | 1                                  | 1        |
| Kanári-szigeteki Koalíció–Kanári Nacionalista Párt ) | 0                                                             | ±0                                   | 1                                    | 1                                  |          |
| El Hierro-i Függetlenek Csoportja (AHI)              | 0                                                             | –1                                   | 0                                    | 0                                  |          |
|                                                      | Új Kanáriak (NCa)                                             | 0                                    | –1                                   | 0                                  | 0        |
|                                                      | Aragóniai Párt (PAR)                                          | 0                                    | –2                                   | 0                                  | 0        |
|                                                      |                                                               |                                      |                                      |                                    |          |
| Összesen                                             | Összesen                                                      | 208                                  | ±0                                   | 57                                 | 265      |
|                                                      |                                                               |                                      |                                      |                                    |          |
| Források                                             |                                                               |                                      |                                      |                                    |          |

### Területi eredmények

Győztes pártok spanyol tartományonként

Az ország nagyobb városaiban nagy vereséget szenvedett a Néppárt. Madrid összes déli kerületét elhódították a szocialisták, a Ciudadanos pedig Hortaleza és Barajas kerületeket hódította el a Néppárttól. Barcelonában a szocialisták és a Katalán Republikánus Baloldal győzedelmeskedett. Valencia óvárosát és északi részét kivéve mindenhol a szocialisták győztek, pedig 2016-ban szinte kizárólag a Podemos és a Néppárt győzedelmeskedett. Sevillaban 3 körzetet kivéve csak a szocialisták lettek első helyen. Zaragozában csak egy körzetet tudott a Néppárt megtartani és Ciudadanos is csak egyet nyert, a többi körzet a szocialistákké lett.
A Spanyol Szocialista Munkáspárt Ávila, Salamanca, Lugo és Ourense tartományokat, Katalóniát, Baszkföldet, Navarra régiókat kivéve mindegyik tartományban győzött. Még a hagyományosan néppárti régiókban mint Kasztília és León, Kasztília-La Mancha és Murcia régiókban is első helyen végzett.
A Néppárt a legtöbb tartományban a második helyen végzett, egyben ők lettek a választások legnagyobb vesztesei. Számos egykori néppárti szavazó, átszavazott a VOX-ra, amely egyébként a Néppárt konzervatív szárnyából alakult meg. Az egykori néppárti szavazók egy része a Polgárok pártra is átszavazott.  Az RTVE megbízásából készített egy tanulmány külön kiemeli, hogy a VOX és a 2016-ban Néppártra szavazók közt jelentős átfedések vannak. Pont ott tudott megjelenni a VOX, ahol addig a Néppárt volt erős, mint Kasztília és León, Kasztília La Mancha, Madrid és Murcia autonóm közösségek. Almería tartományon belül El Ejido, Níjar, Vícar, Adra és Roquetas de Mar településeken az átlagnál magasabb eredményt.